# Franciscus de Rivulo
Franciscus de Rivulo († 1564 in Danzig) war ein deutscher Komponist, Kapellmeister und Kirchenmusiker.

## Leben und Wirken
Geburtsdatum und Geburtsort von Franciscus de Rivulo sind bisher unbekannt geblieben. Nach Ansicht einschlägiger Musikhistoriker gibt es Indizien, dass er aus den Niederlanden stammt. Über sein Leben ist nur wenig bekannt geworden. In den Unterlagen der Marienkirche in Danzig aus dem Jahr 1560 wird er Kantter bezeichnet, und drei Jahre später wird er „erster Kapellmeister der Stadtratskapelle“ genannt. Dieses Amt wurde zusammen mit de Rivulo in eine vom Schuldienst unabhängige Kapellmeisterstelle umgewandelt. Darüber hinaus wird er in einer Handschrift aus den Jahren 1562/63 „Cantor Gedani“ genannt. Außerdem war es seine Aufgabe, das Einstellen der Spieluhrmelodien am Turm des Danziger Rathauses zu besorgen. In der Stellung als Kapellmeister wirkte er bis zu seinem Tod 1564.

## Bedeutung
Die ältesten Beispiele vokaler Polyphonie in Danzig liegen in einer Handschrift (PL-GD 4003) vor, die Franciscus de Rivulo möglicherweise selbst angelegt hat. Diese Sammlung enthält vor allem französische Chansons, Bicinien, Madrigale und deutsche Lieder. Die hier enthaltenen lateinischen Motetten zeigen Rivulo als Meister des kontrapunktisch durchimitierten Stils. Seine achtstimmige Motette „Descendit Angelus Domini“ ist nach dem Prinzip der venezianischen Mehrchörigkeit komponiert. Diese Kompositionsgattung wurde, auch bei den Amtsnachfolgern Rivulos, an der Danziger Marienkirche bis weit in das 17. Jahrhundert hinein besonders gepflegt. Rivulos Werke bekamen eine weite Verbreitung durch die Anthologie „Thesaurus Musicus“, die im Jahr 1564 im Druck erschien.

## Werke (alles Vokalmusik)
- „Nuptiae factae sunt“, „Deficiente vino“ (1562/63)
- „Gloria tibi trinitas“ zu acht Stimmen und „Descendit Angelus Domini“ zu acht Stimmen (Thesaurus Musicus Band 1, Nürnberg 1564, = Répertoire international des sources musicales 1564,1)
- „Ego sum panis vivus“, „Et panis quem ego dabo“, „Sic Deus dilexit mundum“, „Venite ad me omnes“ und „Vias tuas Domine“, alle zu sechs Stimmen (Thesaurus Musicus Band 3, Nürnberg 1564, = Répertoire international des sources musicales 1564,3)
- „Dum complerentur dies“ zu fünf Stimmen (Thesaurus Musicus Band 4, Nürnberg 1564, = Répertoire international des sources musicales 1564,4)
- „Vias tuas Domine“ zu vier Stimmen, „Sancta Trinitas“ zu vier Stimmen (Thesaurus Musicus Band 5, Nürnberg 1564, = Répertoire international des sources musicales 1564,4)
- „Descendit Angelus Domini“ zu acht Stimmen (erschienen 1575)
- 17 weitere Kompositionen in handschriftlichen Sammlungen
- Zwei weitere Stücke verschiedener Art